# Léchites

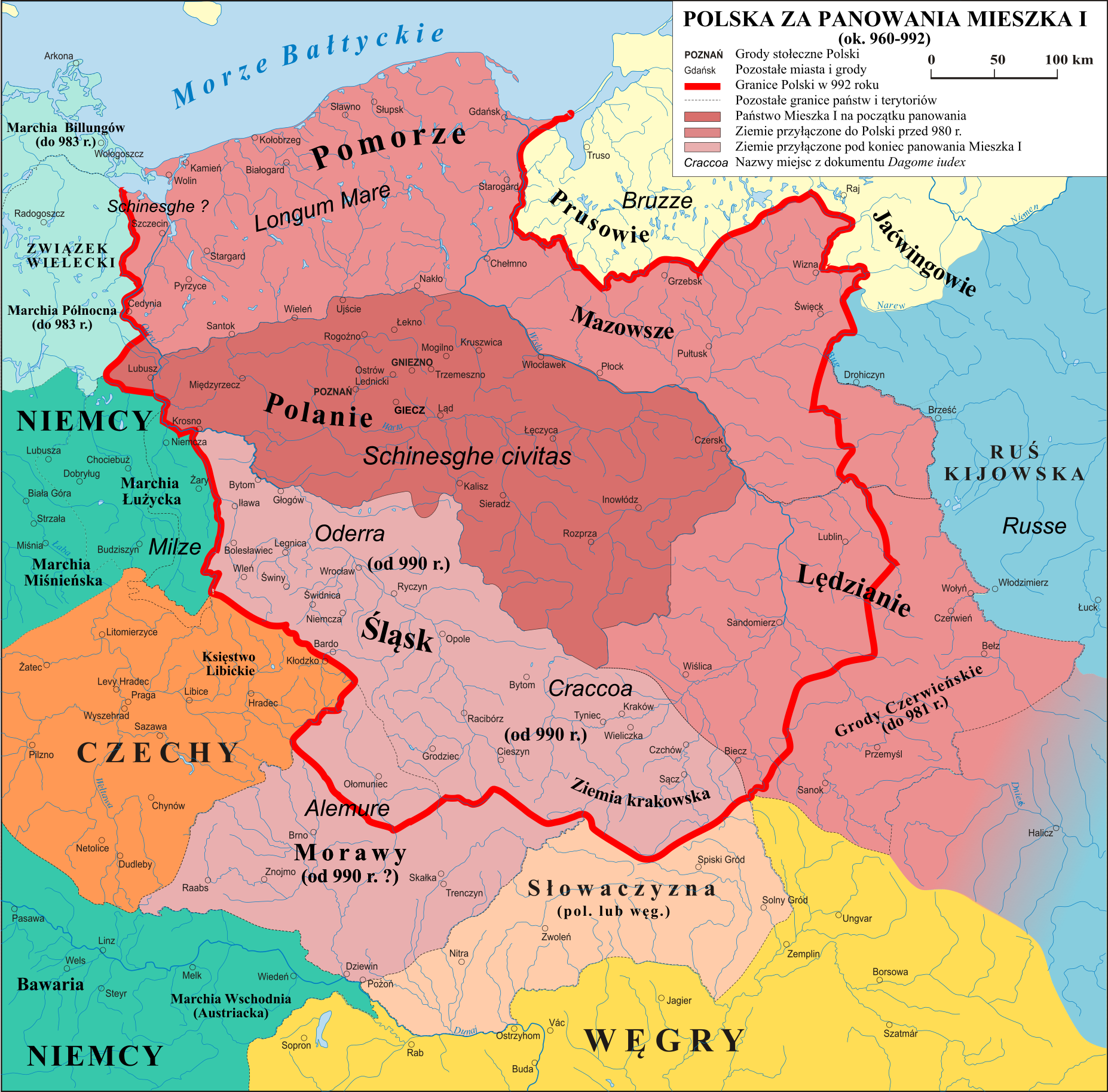
La Pologne sous le règne de Mieszko, vers 960–992 : elle englobait la plupart des tribus léchitiques à l'intérieur de ses frontières.

Les Léchites (en polonais Lechici), également connues sous le nom de tribus léchitiques (Plemiona lechickie), est un nom donné à certaines tribus slaves occidentales qui habitaient la Pologne et l'Allemagne de l'Est actuelles et qui parlaient les langues léchitiques. Distincts du sous-groupe tchéco-slovaque, ils sont les ancêtres les plus proches des Polonais ethniques et des Poméraniens, des Lusaciens et des Polabes,.

## Histoire

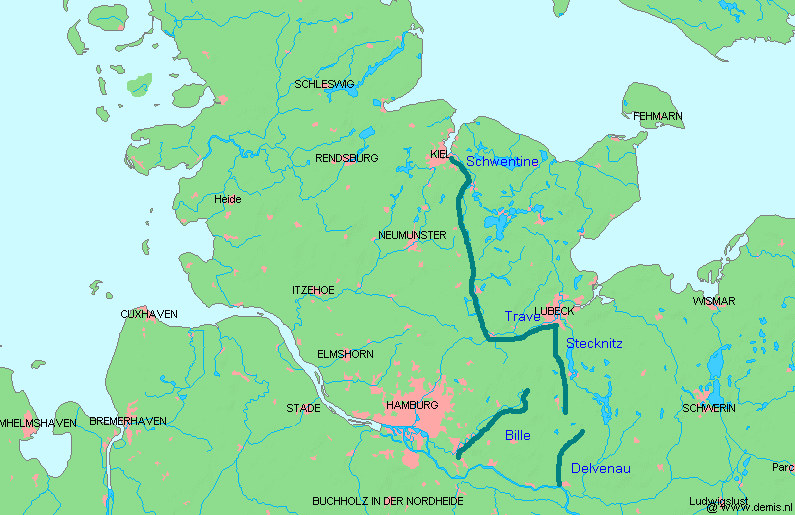
La frontière du Limes Saxoniae entre les Saxons et les Obotrites léchitiques, établie vers 810 dans l'actuel Schleswig-Holstein.

Peuples slaves (léchites) du nord-est de l'Allemagne actuelle vers l'an Mil.

Selon la légende polonaise, Mieszko Ier hérita du trône ducal de son père qui régnait probablement sur les deux tiers du territoire habité par les tribus léchites orientales. Il réunit les Léchites vivant à l'est de l'Oder (Polanes, Mazoviens, Poméraniens, Vislanes, Silésiens) en un seul pays, la Pologne. Son fils, Boleslas Ier le Vaillant, fonda les évêchés de Wrocław, Kołobrzeg et Cracovie, ainsi qu'un archevêché à Gniezno. Boleslas mena des guerres victorieuses contre la Bohême, la Moravie, la Rus' de Kiev et la Lusace, et força les Poméraniens occidentaux à payer un tribut à la Pologne. Peu avant sa mort, en 1025, Boleslas devint le premier roi de Pologne.

### Peuples et tribus du groupe léchitique
- Polanes
- Masoviens
- Vislanes
- Goplanes[4]
- Tribus silésiennes
  - Bésunzanes (pl)
  - Bobranes (en)
  - Dadosésanes (en)
  - Golensizi
  - Loubouchanes (pl)
  - Opolanes (en)
  - Ślężanie
  - Trébovianes (pl)
- Poméraniens
  - Cachoubes
  - Slovinces
  - Pyritzanes (en)
  - Woliniens
- Radimitches (en)[4] (†)
- Viatitches[4] (†)
- Obodrites / Abodrites (†)
  - Polabes
  - Wagriens
  - Warnabi (en)
  - Linones (en)
- Wendes
  - Travnjane
  - Drevani (en)
- Sorabes
- Vénètes de la Vistule
- Luzyczanie
- Vélètes (†)
  - Lutici
    - Kessiniens (en)
    - Circipaniens (en)
    - Tollensiens (en)

  - Ukranes (en)
  - Ranes
  - Hevelli (en)
  - Pyritzanes (en)
  - Woliniens

### Les langues léchitiques
Les Slaves occidentaux comprenaient les ancêtres des peuples connus plus tard sous le nom de Polonais, Polabes, Tchèques, Slovaques, Sorabes et Polabes. Le groupe nordique, dit léchitique, comprend, outre le polonais, le poméranien (en), en voie de disparition, et le polabe, une langue morte ; le silésien, qui est considéré soit comme un dialecte polonais, soit comme une langue à part entière, fait également partie de ce groupe. Les langues sorabes de la partie sud de la région polabienne, conservées aujourd'hui comme vestiges en Haute et Basse Lusace, occupent une place entre les groupes léchitique et tchécoslovaque.

## Le nom deLech

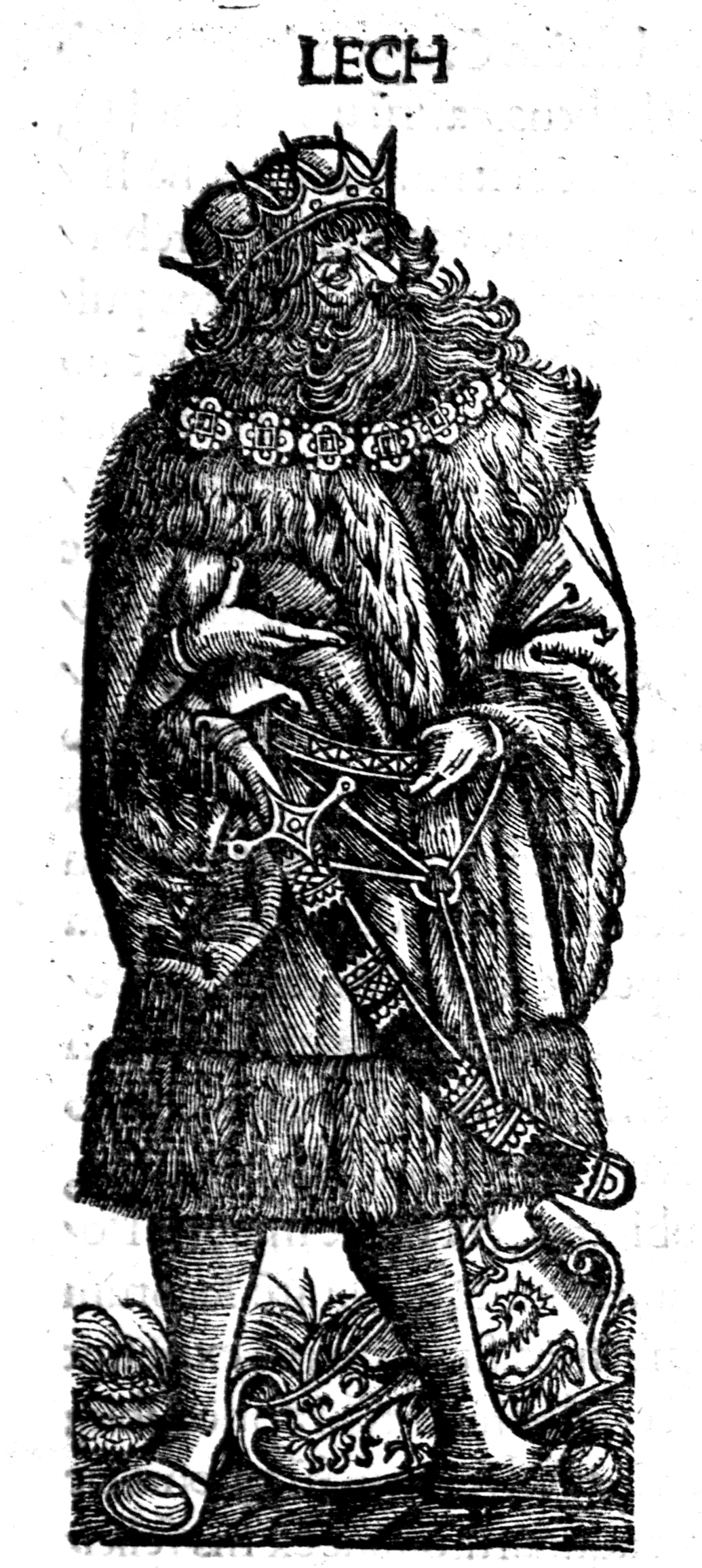
Représentation du souverain légendaire Lech dans la ' du chroniqueur.

Le prénom Lech (ou Leszek, Lestko, Leszko, Lestek et Lechosław) est un très populaire en Pologne. Lech était un prénom masculin populaire parmi les membres de la dynastie Piast, comme l'indique sa prévalence : Lestko, Leszek Ier le Blanc, Leszek II le Noir, Leszek, duc de Mazovie, Leszek de Racibórz. La partie la plus ancienne de Gniezno, au centre de la Grande Pologne, est connue sous le nom de Wzgórze Lecha (« La colline de Lech ») ainsi que Góra Królewska (« Colline Royale »).
Lestko (également Lestek, Leszek), mentionné dans la Gesta principum Polonorum (en),,, une chronique achevée entre 1112 et 1118 par Gallus Anonymus, était le deuxième duc légendaire de Pologne et le fils de Siemowit, né vers 870–880. La chronique Res gestae saxonicae sive annalium libri tres (en), du Xe siècle, écrite par Widukind de Corvey, note que Mieszko Ier (fils de Siemomysł et petit-fils de Lestek), régnait sur la tribu appelée les Licicaviki, qui vivaient dans ce qui est aujourd'hui la Pologne et étaient connus sous le nom de « Lestkowici » — la tribu de Lestek, identifiée par les historiens avec les Lendiens.
Wincenty Kadłubek, dans sa Chronica seu originale regum et principum Poloniae (Chroniques des rois et des princes de Pologne), écrite entre 1190 et 1208, a utilisé à plusieurs reprises les noms Lechitae (Lechites), lechiticus (léchitique) et Lechia pour décrire toute la Pologne médiévale,. La Chronique de Grande-Pologne de 1273 décrit Casimir Ier le Restaurateur comme « roi des Polonais, c'est-à-dire des Léchites ». Les noms « Polonais » et « Léchites » étaient tous deux utilisés dans la Pologne médiévale de manière synonyme. « Laesir est le terme vieux norrois désignant les Ljachar, un peuple proche de la Vistule en Pologne ». Différentes formes du nom Lechia persistent dans plusieurs langues européennes et dans certaines langues d'Asie centrale et du Moyen-Orient pour désigner l'État polonais : « Lehia » en roumain, « Lahestân/لهستان » en persan (et, via des emprunts au persan : « Lehastan » en arménien, et « Lehistan » en turc ottoman).

## Légendes
Dans la littérature polonaise, Lech était également le nom du fondateur légendaire de la Pologne. La légende décrit trois frères, Lech, Čech et Rus – qui ont fondé trois nations slaves : la Pologne (également connue sous le nom de Lechia), la Bohême (Čechy, aujourd'hui connue sous le nom de Tchéquie) et la Rus' (Ruthénie). Dans cette légende, Lech était le fondateur de Gniezno,,.